# Moneta

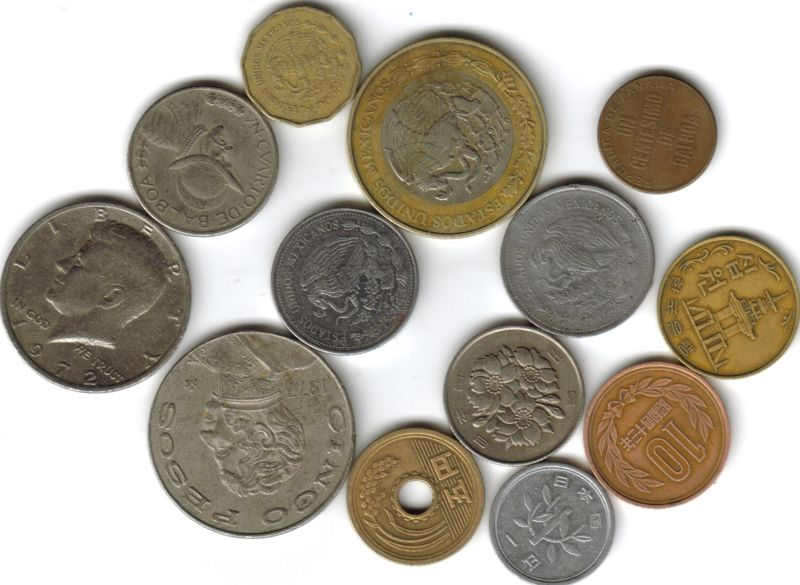
Przykłady współczesnych monet

Moneta – przeważnie metalowy znak pieniężny o określonej formie, opatrzony znakiem emitenta gwarantującego umowną wartość monety. Pierwotnie zbliżona była ona do rynkowej wartości kruszcu zawartego w monecie.
Pierwsze monety powstały w VII w. p.n.e. w Lidii (dzis. Turcja), wykonane z elektrum (naturalnie występującego w niektórych rzekach Azji Mniejszej), i miały kształt owalny. Rozpowszechnione zostały w basenie Morza Śródziemnego przez Fenicjan oraz Greków. Metalowy pieniądz wykształcił się też niezależnie na wschodzie – w Chinach i Indiach.
Główne elementy składowe monety stanowią: awers i rewers (strona zawierająca informacje o emitencie, np. godło wymowne i strona odwrotna), jej otok i rant. W opisie monety oprócz figuralnych wyobrażeń (portretów, godeł, herbów, ideogramów itp.) wyróżnia się legendę i egzergę, czyli odcinek; czasem dzieli się ją na dwa pola (lewe i prawe). Ze względu na tłoczenie może być źle dośrodkowana albo z odwróconym kierunkiem stempla.
Monety mogą mieć różne kształty: poza krągłym także kwadratowy, prostokątny (tzw. klipy) lub wielokątny (np. współczesny bilon iracki); niekiedy z otworem pośrodku. Wykonuje się je najczęściej z: metali (np. srebro, złoto, miedź, platyna) i ich stopów (np. brąz, mosiądz). Najmniejszą znaną monetą był ateński hemitetartemorion (1/8 obola) wielkości 2 mm, a do największych będących w praktycznym obiegu należała ważąca 20 kg miedziana moneta dziesięciotalarowa, tzw. platmynt, emitowana w XVII wieku w Szwecji, oraz 1000 mohurów z imperium Mogołów wybite w Agrze w 1613 r. o średnicy 203 mm i masie 12 kg. Wytworzono też monety znacznie cięższe, które z przyczyn praktycznych (znaczna waga) i ekonomicznych (wartość kruszcu zawartego w monecie jest zdecydowanie większa, niż jej nominał) nie znalazły się w powszechnym obiegu: ważąca 100 kg złota moneta kanadyjska, o nominale 1 000 000 dolarów kanadyjskich, oraz złota moneta australijska o nominale 1 000 000 dolarów australijskich, ważąca 1 tonę. Są to skrajne przykłady tzw. monet bulionowych, czyli emitowanych wyłącznie dla lokaty kapitału.
Współcześnie powstało zjawisko tzw. monet kolekcjonerskich, emitowanych bądź przez banki centralne, bądź przez prywatnych emitentów. Przeważnie są one bite w niskich nakładach i sprzedawane w cenach nieodpowiadających ich wartości nominalnej. Dla nadania prywatnym emisjom wyglądu zbliżonego do prawdziwych monet kilka krajów bądź dominiów (często niemających nawet własnej waluty), udostępnia za opłatą własne znaki państwowe, które emitent może umieścić na swoich wyrobach. Należą do nich m.in. Kongo, Armenia, Somalia, Wyspy Cooka, Niue, Wyspy Kokosowe, Palau i inne. Wykorzystanie tych znaków nie jest ograniczone w żaden sposób i może być umieszczone na dowolnym produkcie, za który została wniesiona odpowiednia opłata. Dla przyciągnięcia niedoświadczonych kolekcjonerów emisjom takim często nadaje się niezwykłe kształty: trójkąta – 2 dolary z Wysp Cooka, czterolistnej koniczyny czy okręgu zawierającego buteleczkę wody z Lourdes (sygnowane przez Palau), gitary (sygnowane przez Somalię), mają niezwykłe dodatki – jak np. dioda w „monecie” Niue, czy są wykonane z tworzyw nie nadających się do tworzenia prawdziwych monet, jak np. drewniane „monety” Konga czy plastikowe Wysp Kokosowych.
Tzw. monety kolekcjonerskie są monetami tylko de iure (dotyczy to głównie emisji banków centralnych, większość emisji prywatnych nie spełnia i tego warunku), a nie de facto, ponieważ praktycznie nie są one środkiem wymiany pieniężnej.
Monety kruszcowe i bilon stanowią odmienne pojęcia. Wartość pierwszych jest uzależniona w zasadniczej mierze od ilości i wartości znajdujących się w nich metali. Bilon natomiast to pieniądz zdawkowy (fiducjonalny), którego wartość (podobnie jak w przypadku banknotów) ustalona jest przez emitenta.